# Ragogna
Ragogna – miejscowość i gmina we Włoszech, w regionie Friuli-Wenecja Julijska, w prowincji Udine.
Według danych na rok 2004 gminę zamieszkiwało 3006 osób, 136,6 os./km².

## Miasta partnerskie
- Sainte-Bazeille
- Weitensfeld im Gurktal